# Józef Rappaport
Józef Wilhelm Rappaport (ur. 27 marca 1887 w Bakowcach, zm. 1941 tamże) – polski pisarz pochodzenia żydowskiego, aktywny w II Rzeczypospolitej.

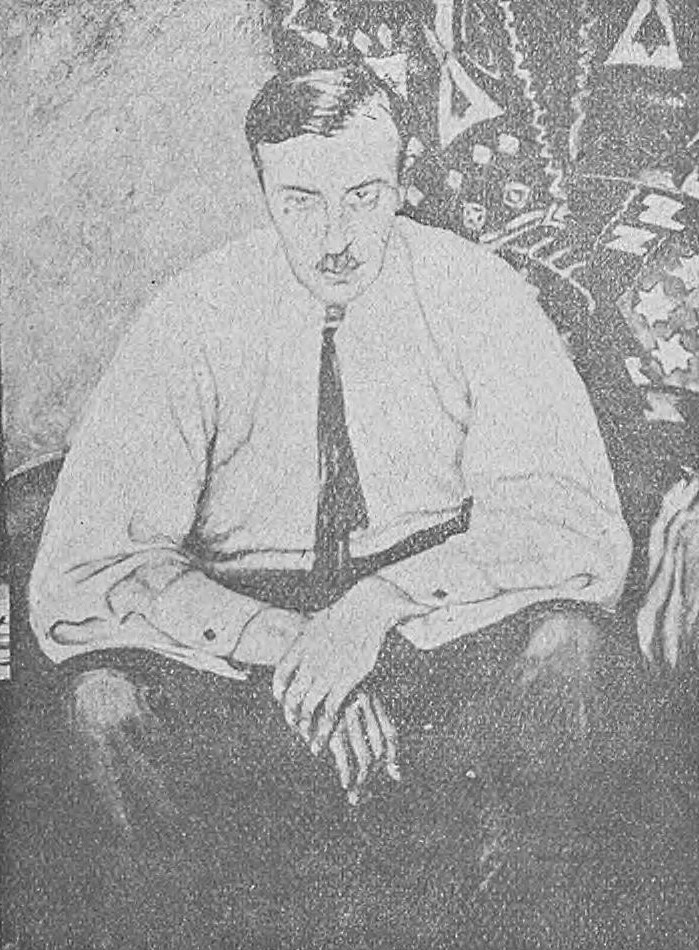
Portret Józefa Rappaporta autorstwa Marii Bianki Mossoczy

## Życiorys
Józef Rappaport urodził się 27 marca 1887 w Bakowcach. Pochodził z rodziny żydowskiej. Był synem Hermana Wiesela (zarządca dóbr w Podpieczarach, w Leopoldynowie inaczej Chlewczany). Uczył się w C. K. Gimnazjum w Sanoku, gdzie w 1906 ukończył chlubnie VIII klasę i zdał z odznaczeniem egzamin dojrzałości.
Jako pisarz używał pseudonimów „Wilhelm Raort”, „W. Raort”.

## Publikacje
- Szopka Prusacka-Austrjacka (1915)[9]
- Śmieszne historje (1920)[10]
- Wesołe impertynencje (1921)[11]
- Za cesarza... Fragmenty życia pozafrontowego (1921, 1931)[12][13]
- Kłopoty pana Michała i inne dolegliwości. Satyry (1922)[14]
- Menażerja. Tryptyk zoologiczny (1923)[15]
- Generalna próba. Farsa w 1 akcie (przed 1925, 1946)[16][17][18]
- Grochem o ścianę (1925)[19]
- Poseł czy kominiarz. Farsa w 1 akcie (1925, 1934, 1945, 1946)[20][21][22][23]
- Nowe monologi (seria 1) (1926)[24]
- Nowe monologi (seria 2) (1927)[25]
- Nie mów hop, aż przeskoczysz. Komedja w jednym akcie (1927)[26]
- Na karuzelu. Kartki z wesołej podróży po Polsce (1928)[27]
- Fajansowe talerze. Sketsch w jednej odsłonie (1929)[28]
- Karjera d-ra Głodomorka. Komedja w jednym akcie (1930)[29]
- Proces amerykański. Sketsch rozwodowy (1930)[30]
- Zięć z przeszkodami. Krotochwila z jednym akcie (1930)[31]
- Wilhelm Raort ma zaszczyt przedstawić swój film p.t. ...I w Paryżu nie zrobią z owsa ryżu... (1932)[32]
- Jacuś Niedoba i jego przyjaciel (przed 1933)[33]
- „Wszystko z wdzięczności” - Sketsch w 1 odsłonie. Jak się bawić to się bawić (1933)[34]
- Waterloo. Komedia w 3 aktach Wilhelma Raorta (1934)[35][36]
- Wodzowi narodu w hołdzie. Obrazek sceniczny w 3-ech odsłonach z prologiem dla uczczenia uroczystości imienin marszałka Piłsudskiego (1934)[37]
- Szukajcie mordercy! Farso-groteska w 1 akcie (1935)[38]
- W noc świętojańską (przed 1937)[39]
- Ćwierć tuzina skeczów (1938, 1945, 1947)[40][41][42]
- Wesoły Sylwester. Całospektaklowy program wieczoru sylwestrowego (1939)[43]
- Nowe monologi (seria 1 i 2) (1945, 1946)[44][45]